# Мирзаабадский район
Мирзаабадский район (узб. Mirzaobod tumani / Мирзаобод тумани) — административная единица в Сырдарьинской области Узбекистана. Административный центр — городской посёлок Навруз.

## История
Район был образован в 1977 году под названием Комсомольский район. В 1988 году район был упразднён, а в 1990 году восстановлен.
В 1992 году переименован в Мирзаабадский район. В 2004 году получил часть территории Акалтынского и упразднённого Мехнатабадского района.

## Административно-территориальное деление
По состоянию на 1 января 2011 года, в состав района входят:
- 2 городских посёлка:

1. Акалтын,
2. Навруз.

- 9 сельских сходов граждан:

1. Акалтын,
2. Бахористан,
3. Бирлашган,
4. Мехнатабад,
5. Мирзачуль,
6. Навбахор,
7. Нурафшан,
8. Ташкент,
9. Юлдашабад.